# Mantalsskrivning

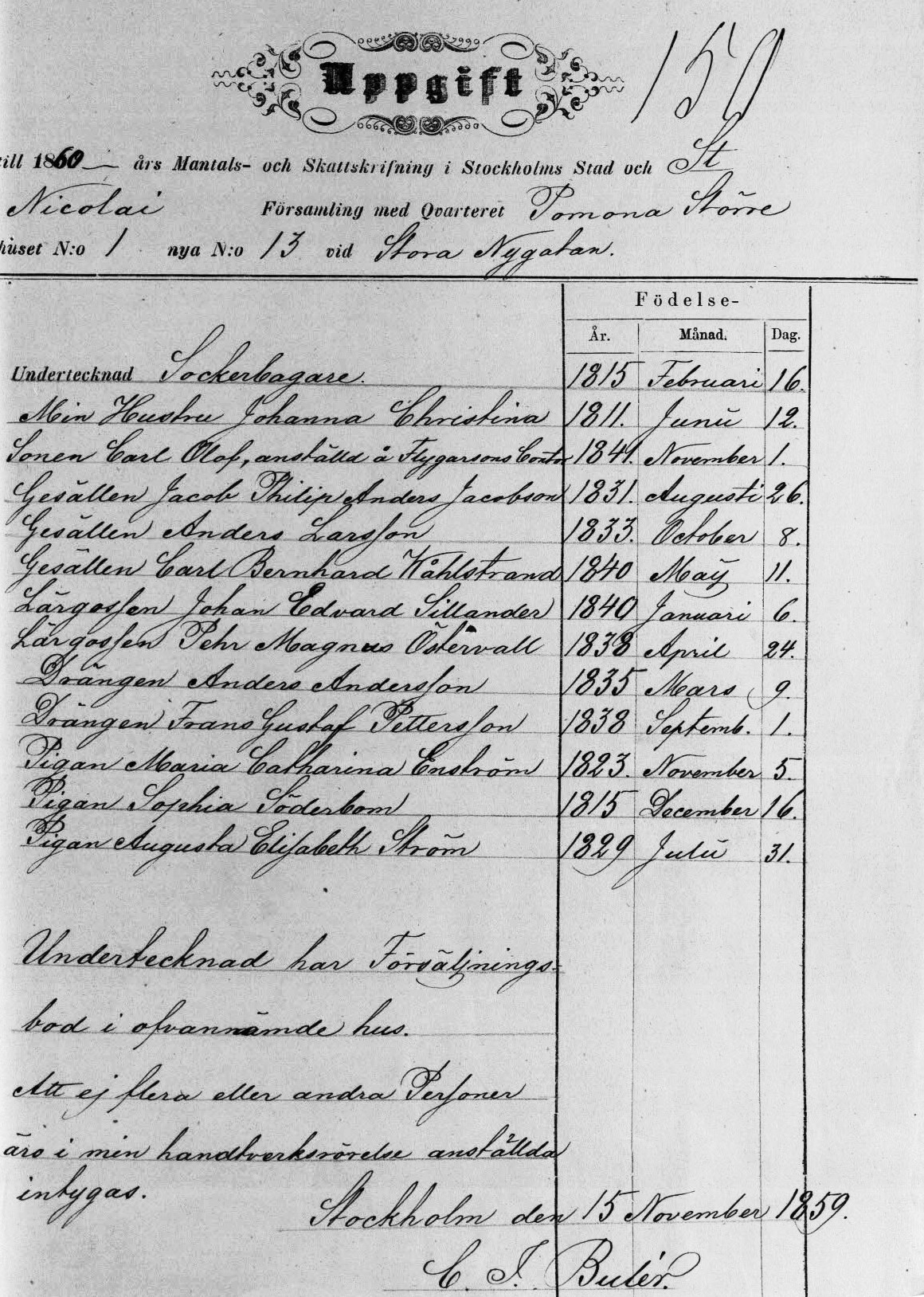
Mantals- och skattskrivning som redovisar boende på Stora Nygatan, Stockholm år 1860.

Mantalsskrivning var i äldre tider i Sverige och Finland en årlig registrering av befolkningen i en mantalslängd. Den ersattes i början av 1990-talet, i Sverige 1991 av folkbokföringen som hanteras av Skatteverket, det lokala skattekontoret, och i Finland 1993 av befolkningsregistret.
Redan 1571 uppbars Älvsborgs första lösen som en krigsskatt baserad på varje svensk innevånares tillgångar, som en föregångare till senare tiders mantalsskrivningar. En liknande skatt uppbars i samband med Älvsborgs andra lösen 1613, där skatten baserades på antalet medlemmar i hushållet. Dessa händelser involverade insamling av pengar kopplat till en militär och diplomatisk situation, snarare än den årliga registreringen av skatteskyldiga som senare mantalslängder kom att syfta till. 
Då man på 1620-talet på grund av krigen behövde ytterligare skatter inrättades kvarntullsmantal som betalades av alla som malde i handkvarn. Inom kort förändrades skatten till en permanent skatt, i form av mantalspenningar, att erläggas av alla oavsett om man ägde fast kvarn eller handkvarn. Efter 1634 upphörde kvarntullen och inräknades i mantalspenningarna.
Mantalslängderna utgjorde från 1642 till 1924 i Finland respektive 1938 i Sverige årlig befolkningsregistrering med inkomstverifikationer till mantalspenningarna. Längderna upptog ursprungligen personer som var skyldiga att betala mantalspenning.
År 1652 bestämdes det att alla vuxna mellan 16 och 63 år skulle betala mantalspenning. År 1765 föreskrevs att även icke skattskyldiga skulle uppföras i mantalslängderna. Åldersgränsen höjdes år 1841 till 17 år och år 1857 till 18 år. Många var befriade från skatt: gamla, fattiga, sjuka, soldater, båtsmän, adel m.fl. Mantalsskrivningen ägde rum i slutet av varje år, då hushållsföreståndaren, oftast fadern, anmälde hushållets sammansättning i en så kallad mantalsuppgift (adress, namn, befattning, födelseår och –församling mm). Mantalsuppgifterna samlades ihop av skattemyndigheterna som sedan skrev in upplysningarna i mantalslängder. 
Efter riksdelningen 1809 var utvecklingen likartad i Finland och det kvarvarande Sverige. Mantalspenningen avskaffades 1924 i Finland och vid utgången av 1938 i Sverige. Mantalslängden upphörde därmed att vara skattelängd. Den fanns kvar som folkbokföringsinstrument till den 30 juni 1991 i Sverige, till 1993 i Finland. Mantalsskrivningen i Sverige grundades, sedan 1946, på kyrkobokföringen per den 1 november året innan mantalsåret. Det i sin tur innebar att den som mantalsskrevs i en viss församling och kommun fick en rättslig hemvist ett år i taget för beskattning.  
Begreppet mantalsskrivning används inte i Sverige sedan 1 juli 1991 och sedan dess är det de uppgifter som finns i folkbokföringen den 1 november som styr var beskattningen ska ske.